# Microdon langi
Microdon langi är en tvåvingeart som beskrevs av Charles Howard Curran 1925. Microdon langi ingår i släktet myrblomflugor, och familjen blomflugor. Inga underarter finns listade i Catalogue of Life.